# Закон об имплементации Бернской конвенции (США)
Закон об имплементации Бернской конвенции 1988 года (англ. Berne Convention Implementation Act of 1988; часто сокр. BCIA) — закон об авторском праве в Соединённых Штатах Америки, принятый для юридического включения США в число государств, ратифицировавших Бернскую конвенцию об охране литературных и художественных произведений, вступивший в силу в США 1 марта 1989 года.

## Закон
США не ратифицировали конвенцию 102 года, с момента её основания в 1886 году. Присоединение к конвенции требовало значительных изменений в авторском праве, в частности включение в законодательство личных неимущественных прав и соблюдение некоторых формальностей авторского права, таких как регистрация, хранение и обязательное уведомление об авторских правах. В то же время, американские эксперты авторского права признавали, что отношение США к международным авторским правовым отношениям было испорчено. Например, Барбара Рингер, ведущий архитектор Закона об авторском праве 1976 года, отметила про США, что их "роль в международном авторском праве была близорукой, политически изолированной и узко-экономически корыстной.

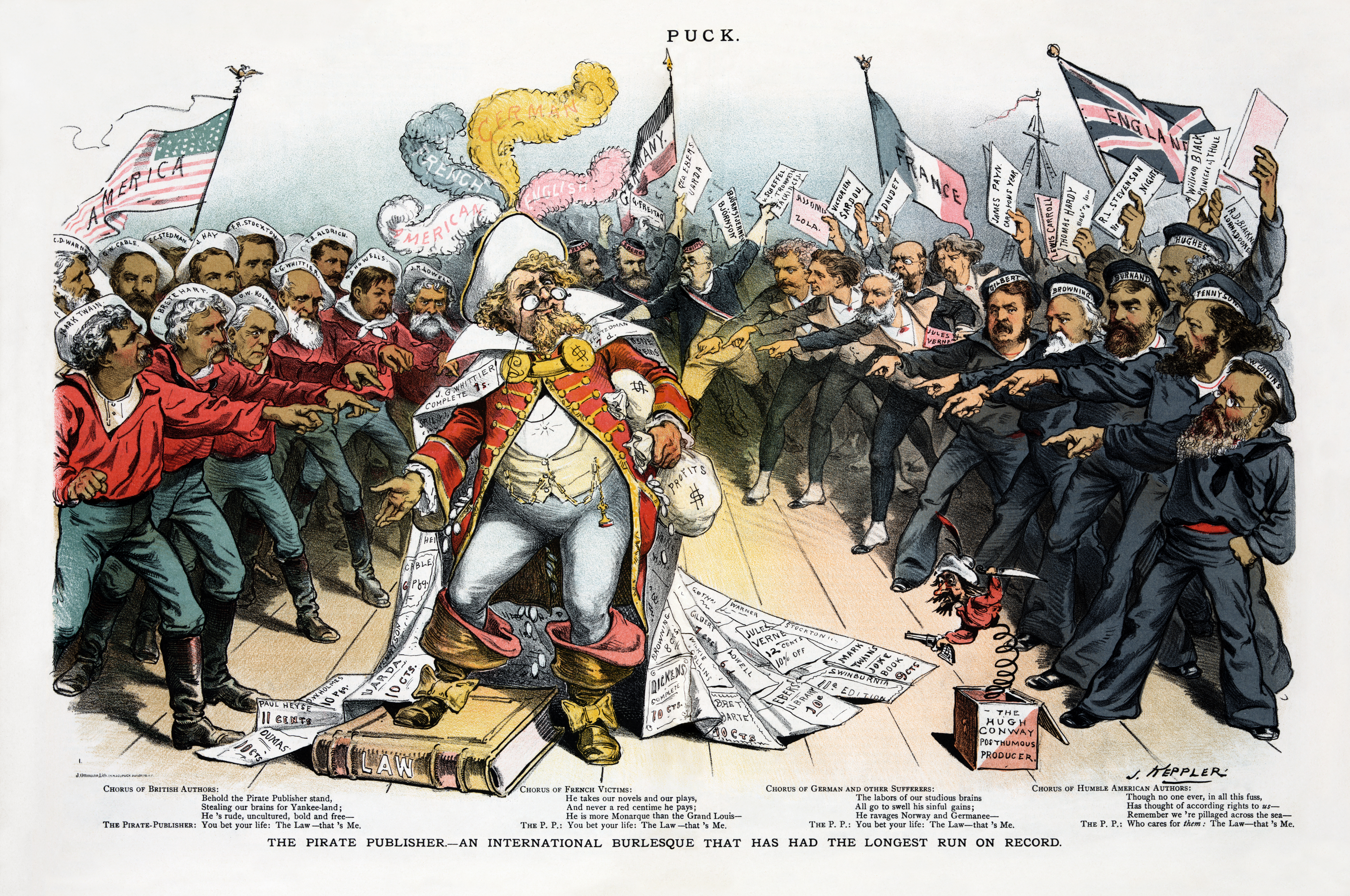
Карикатура журнала Puck, высмеивающая издателей, берущих произведения в одной стране и публикующих их в другой без уплаты роялти

Х. Сандисон пишет: «Корни американского изоляционизма взяты из Закона об авторском праве 1790 года, который защищал произведения, только если их авторы были гражданами или резидентами США». Рингер отметил, что это разрешало английским авторам печатать пиратские работы английских авторов, таких как Чарльз Диккенс, и публиковать их дешевле, чем публикации американских авторов. Это вредило рынку американских публикаций на протяжении ста лет и было частично устранено только в 1891 году, когда Соединённые Штаты приняли ограниченное международное авторское право. Несмотря на то, что США не первое государство, отрицавшее защиту авторских прав иностранных граждан, присоединившись к Бернской конвенции лишь в 1988 году, это была одна из самых последних промышленных стран, присоединившихся к конвенции.
Ратифицировав Бернскую конвенцию, Конгресс США дал понять, что он принимает «минималистский подход к соблюдению». На самом деле, в отношении личных неимущественных прав и формальностей, закон о реализации был ограниченным. Проще говоря, это была «большая уступка, и сообщение, что Соединённые Штаты, наконец, неохотно, покончили с авторскими формальностями». Кроме того, некоторые формальности авторских прав были сохранены, например, требование хранения копии работы-объекта авторского права. Такие копии хранятся в Библиотеке Конгресса.